# 槍形吸虫
槍形吸虫（やりがたきゅうちゅう、学名：Dicrocoelium dendriticum）は、二腔吸虫科に属する吸虫の1種。または、Dicrocoelium 属の総称。Dicrocoelium 属には、Dicrocoelium dendriticum の他、大陸槍形吸虫 D. chinensis やアフリカ槍形吸虫 D. hospes が属する。
成虫における精巣は腹吸盤後方に2個、卵巣は精巣の後方に位置する。虫卵は暗褐色であり、一端に小蓋を有し、内部にミラシジウムを形成する。2種類の中間宿主を必要とし、第一中間宿主はカタツムリ類、第二中間宿主はアリ類である。終宿主はウシ、ヒツジ、ヤギ、ブタ、ウマ、イヌ、ネコ、サル、ヒトなどであり、野生動物も終宿主となりうる。糞便から排泄された虫卵は第一中間宿主により摂取され、その消化管内で孵化し、組織内で母スポロシスト、娘スポロシスト、セルカリアへと発育する。セルカリアは粘球に包まれて第一中間宿主より脱出し、第二中間宿主に経口摂取される。セルカリアは第二中間宿主の体腔や脳でメタセルカリアへ発育し、第二中間宿主ごと終宿主に経口摂取される。槍形吸虫が寄生した第二中間宿主はその活動が緩慢となり終宿主に摂取されやすくなるとされる。メタセルカリアは小腸で脱嚢し、十二指腸総胆管開口部を経て主胆管に移行あるいは門脈系より胆管へと移行する。